# Pseudalypia
Pseudalypia es un  género monotípico de lepidópteros de la familia Noctuidae. Su única especie: Pseudalypia crotchii H. Edwards, 1874, es originaria de California y Colorado.
Las larvas se alimentan de Malvastrum exile y Malvastrum parviflora.